# Saint-Rieul
Saint-Rieul település Franciaországban, Côtes-d’Armor megyében. Lakosainak száma 548 fő (2022. január 1.). Saint-Rieul Noyal, Plédéliac, Plestan és Lamballe-Armor községekkel határos.

## Népesség
A település népessége az elmúlt években az alábbi módon változott:
| Lakosok száma | 306  | 312  | 344  | 402  | 535  | 546  | 550  | 546  | 544  | 548  |
|               | 1968 | 1982 | 1990 | 2006 | 2013 | 2015 | 2017 | 2019 | 2020 | 2022 |